# Jerry Levine
Jerry Levine (New Brunswick (New Jersey), 12 marzo 1957) è un regista e attore statunitense, attivo anche in teatro.

## Biografia
Attivo principalmente come regista, ha lavorato anche come attore in film, tra cui L'agguato - Ghosts from the Past. È sposato dal 1984 con la donna d'affari Nina Tassler da cui ha avuto due figli.

## Filmografia

### Attore

#### Cinema
- Voglia di vincere (Teen Wolf), regia di Rod Daniel (1985)
- L'aquila d'acciaio (Iron Eagle), regia di Sidney J. Furie (1986)
- Casual Sex (Casual Sex?), regia di Geneviève Robert (1988)
- Un poliziotto a 4 zampe (K-9), regia di Rod Daniel (1989)
- Nato il quattro luglio (Born on the Fourth of July), regia di Oliver Stone (1989)
- L'agguato - Ghosts from the Past, regia di Rob Reiner (1996)

#### Televisione
- Baby Sitter – serie TV, (1984-1990)
- The Bronx Zoo - serie TV, stagioni 1-2 (1987-1988)
- Will & Grace – serie TV, stagioni 3-11 (1998-2020)

## Doppiatori italiani
Nelle versioni in italiano delle opere in cui ha recitato, Jerry Levine è stato doppiato da:
- Giorgio Borghetti ne Il prezzo di Hollywood
- Mauro Gravina in Voglia di vincere
- Marco Mete in Nato il quattro luglio
- Massimiliano Manfredi ne L'agguato
- Roberto Certomà in Will & Grace
- Roberto Draghetti in Detective Monk